# Polígiros
Polígiros (en griego Πολύγυρος, Polýgyros) es una ciudad de Grecia, capital de la unidad periférica de Calcídica, en Macedonia Central. La población de la ciudad era de 6.227 en 2001, mientras que la del municipio era de 10.444.